# ناسامونيس
الناسامونيس ( الإغريقية: Νασαμῶνες ) الذين ذكرهم هيرودوت (حوالي 484-425 قبل الميلاد)، كانوا قبيلة بربرية بدوية تسكن المنطقة الساحلية لخليج سرت وتنتقل إلى الداخل حتى واحة أوجيلا حيث يعيش الرجال حول نبع ماء ويهاجرون في مواسم ثابتة كل عام. خلال الصيف، يتركون قطعانهم بجانب البحر ويسافرون إلى أوجيلا لجمع التمور من أشجار النخيل التي تنمو بوفرة كبيرة هناك. كما أنهم كانوا يصطادون الجراد الذي يجففونه في الشمس ويطحنونه إلى مسحوق ويرشونه في الحليب ليشربوه.. كان يُعتقد أنهم شعب نوميديا.  

## تاريخ
أخذوا اسمهم من ناسامون (Νασάμων)، ابن أمفيتيميس والحورية تريتونيس. وقد مارسوا تعدد الزوجات.  ومع ذلك، وفقًا لـ W.F.G Lacroix ، كان الناسامونيون رعاة أغنام. في وقت لاحق، حددهم بطليموس حول سَماح، وهي بلدة تقع بين زلة وأوجيلة في ليبيا، واقترح لاكروا أن اسمهم مشتق من هذا المكان، مثل Na-Samah-nes. سجل بليني الأكبر اسم Nasamones ، موضحًا أنه مشتق من مصطلح يعني "في وسط الرمال".
وفقًا لـ W.F.G Lacroix فإن شعب ناسامونيس كانوا رعاة يتجولون بين الساحل الجنوبي الشرقي لخليج سرت في الشمال، وزيلة في الغرب، وأويلة في الشرق. لا يوجد ذكر صريح أن شعب ناسامون استخدموا عربات حربية تجرها أربعة خيول؛ ومع ذلك، وفقًا لهيرودوت، تعلم اليونانيون استخدام العربات من الليبيين، مما يشير إلى أن شعب ناسامون ربما استخدموا مثل هذه المركبات أيضًا. وعلاوة على ذلك، تشير المصادر الأثرية والتاريخية إلى أن العربات الليبية - باستثناء تلك التي استخدمها الجرمنت - كانت تبدو بدائية في بساطتها، ولم تظهر سوى تحسن طفيف في التصميم أو الوظيفة مقارنة بعربات الحضارات المجاورة. وكان معروفًا عنهم أنهم هاجموا وهزموا وقتلوا على يد المستعمرات اليونانية في برقة . خلال الحرب البيلوبونيسية ، تلقى مواطنو يوسبيريدس المساعدة من الجنرال الإسبرطي جيليبوس ، الذي ساعد في الدفاع عن المدينة ودافع عنها من خلال هزيمة وقتل الناسومون من هجوم الناسامون في طريقه إلى صقلية . وفي وقت لاحق، يروي بليني الأكبر أن شعب ناسامونيس هزموا قبيلة بسيلي في الحرب، وطردوهم من المنطقة، وعاشوا معهم في نفس المنطقة فيما بعد. وكان معروفًا عنهم أنهم يهاجمون السفن ويحرقونها، وإن كان ذلك على نطاق صغير. 
عمل الإمبراطور الروماني أغسطس على تهدئة قبائل قورينا وأرسل الحاكم العام بوبليوس سولبيسيوس كويرينوس لحكم كريتا وبرقة في عام 15 قبل الميلاد وحكم الرومان قبيلة ناسامون. خضعت منطقة ناسامونيس للحكم الروماني وظلت تتمتع بالحكم الذاتي في الإمبراطورية الرومانية . وفقًا لكاسيوس ديو ، فقد ثاروا بعد قرن من الزمان في عام 85 ميلادية عندما حاول الرومان ابتزاز الأموال منهم. فبدأوا بمحاولة غزو المستوطنات الساحلية مرة أخرى حتى تمكن غنايوس سويليوس فلاكوس وقواته من صدهم إلى الداخل وهزمهم وقتلهم.[بحاجة لمصدر]
وفي وقت لاحق خلال أواخر العصور القديمة وأوائل العصور الوسطى ، أصبح شعب ناسامونيس تابعين للإمبراطورية الرومانية الشرقية . يكتب بروكوبيوس أن النسامونيين ظلوا وثنيين حتى بعد القرن السادس عندما بنى الإمبراطور جستنيان كنيسة للبيزنطيين في أوجلة . 
ومن غير المعروف ما حدث لعائلة ناسامونيس بعد تلك الفترة.